# Louis Slotin
Louis Slotin (1 de dezembro de 1910 - 30 de maio de 1946) foi um físico e químico canadense que participou do Projeto Manhattan.

## Vida
Como parte do Projeto Manhattan, Slotin realizou experimentos com núcleos de urânio e plutônio para determinar o valor de sua massa crítica. Após a Segunda Guerra Mundial, Slotin continuou suas pesquisas no Los Alamos National Laboratory. Em 21 de maio de 1946, acidentalmente deu início a uma reação de fissão, que lançou uma rajada forte de radiação. Ele foi levado às pressas para o hospital e morreu nove dias depois, é considerado a segunda vítima de acidente de reatividade nuclear da história.
Slotin foi saudado como um herói pelo governo dos Estados Unidos por reagir com rapidez suficiente para evitar a morte de seus colegas. O acidente e suas conseqüências têm sido dramatizado na ficção.

### Dosagem de radiação

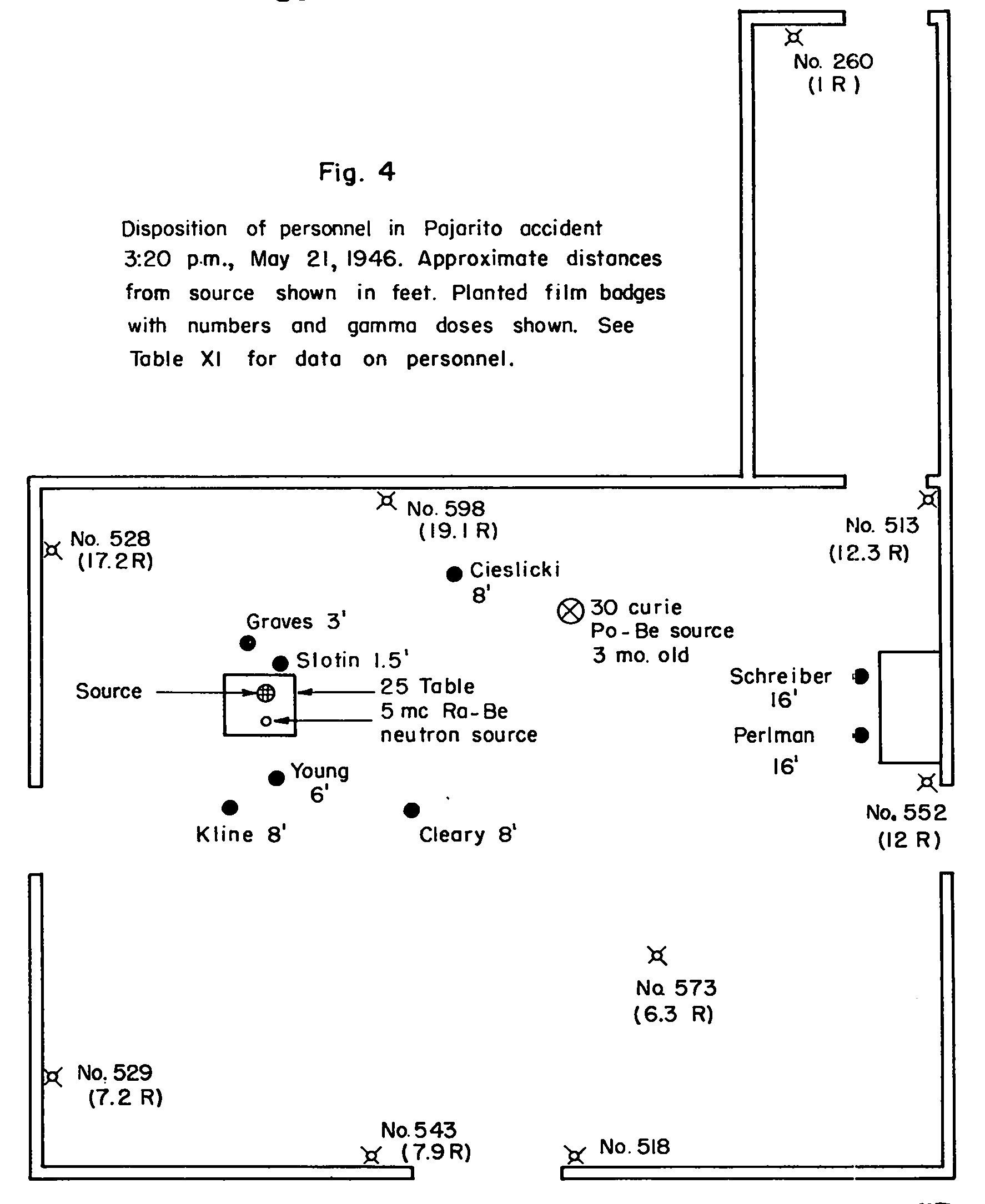
Um esboço usado pelos médicos para determinar a quantidade de radiação a que cada pessoa na sala foi exposta durante a excursão

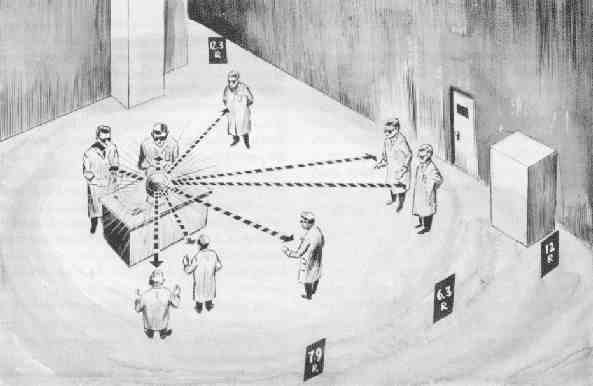
Um desenho baseado no esboço acima

As doses de radiação recebidas nesses dois acidentes não são conhecidas com precisão. Grande parte da dose era devida à radiação de nêutrons, que não podia ser medida pelos equipamentos de dosimetria da época. Os crachás de filmes disponíveis não foram usados pelo pessoal durante o acidente, e os crachás que deveriam ser colocados sob as mesas em caso de desastres como esses não foram encontrados. Crachás de desastres pendurados nas paredes forneciam alguns dados úteis sobre a radiação gama.
Uma estimativa "tentativa" das doses envolvidas foi feita em 1948, com base em dezenas de suposições, algumas das quais agora são consideradas incorretas. Na ausência de crachás de dosimetria pessoal, os autores do estudo confiaram nas medições de ativação de sódio nas amostras de sangue e urina das vítimas como fonte primária de dados. Essa ativação teria sido causada por radiação de nêutrons, mas eles converteram todas as doses em doses equivalentes de gama ou radiação de raios-X. Eles concluíram que Harry Daghlian e Slotin provavelmente receberam doses equivalentes a 290 e 880 rem, respectivamente, de raios gama. As estimativas mínimas e máximas variaram de cerca de 50% a 200% desses valores. Os autores também calcularam doses equivalentes a uma mistura de raios-X suaves de 80 keV e raios gama, que eles acreditavam fornecer uma imagem mais realista da exposição do que o equivalente gama. Nesse modelo, as doses equivalentes de raios X eram muito maiores, mas estariam concentradas nos tecidos voltados para a fonte, enquanto o componente gama penetrava em todo o corpo. A dose equivalente de Slotin foi estimada em 1930 R (roentgen) de raios X com 114 R de gama, enquanto a dose equivalente de Daghlian foi estimada em 480 R de raios X com 110 R de gama. Equivalente a quinhentos roentgen man (roentgen) é geralmente uma exposição fatal para humanos.

Nos tempos modernos, a dosimetria é feita de maneira muito diferente. Doses equivalentes não seriam relatadas em roentgen; eles seriam calculados com diferentes fatores de ponderação e não são considerados tão relevantes para a síndrome de radiação aguda quanto as doses absorvidas. Documentos recentes fizeram várias interpretações da dose de Slotin, variando de 287 rads (2,87 Gy) a 21 sieverts (2 100 rem). Com base em citações e argumentos de apoio, a estimativa mais confiável pode ser um memorando de Los Alamos de 1978 que sugeria 10 Gy (n) + 1,14 Gy (γ) para Slotin e 2 Gy (n) + 1,1 Gy (γ) para Daghlian. Essas doses são consistentes com os sintomas que eles apresentaram.